# Caffe (programari)
Caffe és un entorn de programari dins l'àmbit d'aprenentatge profund, desenvolupat originàriament per Yangqing Jia com a part del seu projecte de doctorat a la universitat UC Berkeley. El programari Caffe és de tipus codi obert i està sota la llicència BSD. Caffe està codificat en llenguatge C++ amb una interfície Python.

## Característiques
- Funcionalitat : suporta CNN, RCNN, LSTM i xarxes neuronals. Compatible amb acceleradors de GPU usant CuDNN de Nvidia.[4]
- Velocitat : pot processar més de 60 milions d'imatges per dia amb una sola GPU NVIDIA K40.
- Arquitectura : extensible a través de contribucions de la seva comunitat.

## Aplicacions
- Reconeixement d'imatges i vídeo.
- Reconeixement de so.
- Implementació de xarxes neuronals.